# François Hédelin, abbé d'Aubignac
François Hédelin, även känd under sin pseudonym Abbé d'Aubignac, född 4 augusti 1604 och död 25 juli 1676 var en fransk författare.
Hédelin skrev på inrådan av Armand-Jean du Plessis Richelieu sin Pratique du théâtre (1657), i vilken han framlade sina rationalistiska teorier om dramat och de tre dramatiska enheterna (platsen, tiden och handlingen).